# El bruto
El bruto és una pel·lícula mexicana de Luis Buñuel Portolés, estrenada el 1953.

## Argument
Cabrera, ric propietari, busca vendre el seu immoble que té llogat. Ha de procedir a fer-los fora, però els arrendataris, amb condicions de vida precàries, es revolten. Cabrera crida llavors a Pedro, anomenat "La Bèstia", home groller i fort, encarregat d'espantar-los. Cabrera li demana que deixi el seu treball i l'instal·la a casa seva. La jove dona de Cabrera no triga a caure sota l'encant viril de Pedro. Un vespre, Pedro pega un dels arrendataris, que, ja malalt, mor poc després. Localitzat, Pedro és empaitat pels arrendataris furiosos. Es refugia a casa d'una noia, Meche.

## Repartiment
- Pedro Armendáriz: Pedro, anomenat "La Bèstia"
- Katy Jurado: Paloma
- Rosa Arenas: Meche
- Andrés Soler: Andrés Cabrera
- Roberto Meyer: Carmelo González
- Beatriz Ramos: Doña Marta
- Paco Martínez: Don Pepe
- Gloria Mestre: María
- Paz Villegas: La mare de María
- José Muñoz: Lencho Ruíz
- Diana Ochoa: La dona de Lencho
- Ignacio Villalbazo: El germà de María
- Jaime Fernández: Julián García
- Raquel García: Doña Enriqueta
- Lupe Carriles: La dona de fer feines
- Guillermo Bravo Sosa: El Cojo